# Saurita salta
Saurita salta là một loài bướm đêm thuộc phân họ Arctiinae. Loài này được Schaus mô tả năm 1894. Loài này chủ yếu có ở Venezuela.